# Ilka Štuhecová
Ilka Štuhecová (* 28. října 1990 Slovinský Hradec, Slovinsko) je slovinská reprezentantka v alpském lyžování, specializující se především na sjezd a Super–G.
Jejím největším úspěchem jsou dvě zlaté medaile ve sjezdech na mistrovství světa. Na MS 2017 vyhrála sjezd ve Svatém Mořici a pro svou zemi obhájila dva roky starý sjezdařský titul Tiny Mazeové . Jako druhá sjezdařka v historii pak titul na MS 2019 sama obhájila na sjezdovce v Aare .
Štuhecová má tři zlaté medaile z juniorského mistrovství světa 2007 a 2008, které dokázala získat ve třech různých disciplínách. Na své první stupně vítězů mezi dospělými vystoupala 2. prosince 2016, když zvítězila v závodě světového poháru ve sjezdu, v kanadském Lake Louise.